# Born auf dem Darß
Born Auf Dem Darß é um município da Alemanha localizado no distrito de Vorpommern-Rügen, estado de Mecklemburgo-Pomerânia Ocidental.
É membro e sede do Amt de Darß/Fischland.